# 河野万里子
河野 万里子（こうの まりこ、1959年10月3日 - ）は、日本の英語・フランス語の翻訳家。日本推理作家協会会員、日本文芸家協会会員。

## 来歴
父親の転勤先の大阪府八尾市で生まれ、神奈川県で育つ。上智大学外国語学部フランス語学科卒業。
雑誌『翻訳の世界』の第13回翻訳奨励賞で最優秀賞を受賞後、翻訳家として活動を始める。
1993年、「『フィッツジェラルドをめざした男』『愛は束縛』その他の訳業に対して」、BABEL国際翻訳大賞新人賞を受賞。
1994年から1995年、文教大学短期大学部英語英文科非常勤講師。
フランソワーズ・サガンなどの古典からノン・フィクション、児童書まで様々な書籍の翻訳に携わっている。

## 著書
- 『赤毛のアンの翻訳レッスン - 再会のアン・シャーリー』（バベル･プレス） 1997

## 翻訳
- 『真夜中のミュージシャン』（D･ハンドラー、講談社文庫） 1990
- 『満潮』（メアリー・ウェズレー（英語版）、講談社） 1991
- 『愛は束縛』（フランソワーズ・サガン、新潮社） 1991
- 『フィッツジェラルドを目指した男』（D・ハンドラー、講談社文庫） 1992
- 『自閉症だったわたしへ』（ドナ・ウィリアムズ（英語版）、新潮社） 1993
- 『窓辺の鳩』（ヤン・ナッシンベンネ, ナディーヌ・ブルンーコスム、太平社） 1994
- 『アガーフィアの森』（ワシーリー・ペスコフ、新潮社） 1995
- 『愛犬と暮らす365日のしあわせ』（スージー・ベッカー、飛鳥新社） 1995
- 『こころという名の贈り物：続･自閉症だったわたしへ』（ドナ・ウィリアムズ、新潮社） 1996
- 『南仏の光、イタリアの風』（ヤン・ナッシベンネ、太平社） 1996
- 『空想の大きさ 1』（ジョン・J・ミュース, ジョン・クラモト、講談社） 1996
- 『9月の出会い』（ヤン・ナッシベンネ、太平社） 1996
- 『ストレンジャー・フォー・クリスマス』（キャロル・リン・ピアソン、飛鳥新社） 1996
- 『あのときわたしが着ていた服』（アイリーン･ベッカーマン（英語版）、飛鳥新社） 1997
- 『逃げ道』（フランソワーズ・サガン、新潮社） 1997
- 『潜水服は蝶の夢を見る』（ジャン＝ドミニック・ボービー、講談社） 1998
- 『カモメに飛ぶことを教えた猫』（ルイス・セプルベダ、白水社） 1998
- 『だいすきっていいたくて』（カール・ノラック, クロード・K・デュボワ、ぽるぷ出版） 1998
- 『ザッカリー・ビーヴァが町に来た日』（キンバリー・ウィリス・ホルト、白水社） 2003
- 『星の王子さま最後の飛行』（ジャン=ピエール・ド・ヴィレル、竹書房） 2003
- 『ドナの結婚 : 自閉症だったわたしへ』（ドナ・ウィリアムズ、新潮社） 2005
- 『星の王子さま』（サン=テグジュペリ、新潮社） 2006
- 『悲しみよこんにちは』（フランソワーズ・サガン、新潮社） 2009
- 『ルイーズ・ブルジョワ　糸とクモの彫刻家』（エイミー・ノヴェスキー 文､イザベル・アルスノー（英語版）絵、西村書店） 2018　ISBN 978-4890139910